# Sionisme révisionniste
Pour les articles homonymes, voir Sionisme (homonymie).
Le  sionisme révisionniste était l'un des courants du mouvement sioniste. Ce courant est créé comme une « révision » des méthodes de fonctionnement de l'Organisation sioniste mondiale en 1923, lorsque son principal penseur et leader, Zeev Jabotinsky, se retire de l'organisation. En 1925, est fondée l'Alliance sioniste révisionniste.
Jabotinsky propose une opposition ferme à la politique mandataire britannique et rejette la politique « conciliatoire » de Chaïm Weizmann.
Ce mouvement politique nationaliste préconise une lutte politique parallèle à une lutte paramilitaire comme solution au problème des Juifs en exil, et en vue de l'établissement d'un État hébreu sur les deux rives du Jourdain. Les sionistes révisionnistes préconisent une économie libérale, aux dépens des projets socialistes. Le mouvement révisionniste s'implique dans l'immigration juive interdite par les Britanniques. L'organisation révisionniste Betar forme des jeunes disciplinés et fraternels.
L'expulsion de Jabotinsky du mandat et sa mort en 1940 ont conduit à une crise majeure du mouvement. Le mouvement ne parvient pas à mobiliser des ressources financières suffisantes et la Shoah détruit ses principaux centres situés en Europe. L'opposition paramilitaire contre les Britanniques lui ont fait perdre des membres, en particulier à la suite de l'assassinat de Haïm Arlozoroff et de l'attentat de l'hôtel King David, des évènements qui mènent presque à la guerre civile avec l'événement marquant de l'Altalena. Lors de la guerre d'indépendance d'Israël, les combattants clandestins révisionnistes rejoignent la Haganah pour combattre et établir l'armée israélienne.
Il sera absorbé en 1948 par le parti Hérout, nouvellement créé en Israël par Menahem Begin. Le Hérout apparaît donc comme le successeur du parti sioniste révisionniste. Le Hérout sera en 1973 la principale composante politique de la création du Likoud qui sera le gagnant des élections législatives de juin 1977 et qui sera le premier gouvernement de droite depuis la création de l'État d'Israël, le 14 mai 1948.

## Les origines
Le sionisme est apparu dans les années 1880.
Dès les années 1890, trois courants apparaissent :
- un courant sioniste socialiste, qui s’incarnera dans différents partis, dont le Poale sion et le Hachomer Hatzaïr ;
- un courant sioniste religieux, incarné par le mouvement Mizrahi ;
- un courant de droite libéral, celui des sionistes généraux. Les sionistes généraux ne s’organiseront en tant que véritable parti qu’au début des années 1920, sous la direction du très modéré et très pro-Britannique Haïm Weizmann.

En 1920, à la conférence de San Remo, les grandes puissances occidentales ont décidé de la création d’un foyer national juif en Palestine et ont donné un mandat aux Britanniques en ce sens. Les opportunités sont énormes pour les sionistes mais s’accompagnent d’une montée des divergences sur le pouvoir, les objectifs et les moyens.
Beaucoup de mouvements sionistes se réorganisent donc vers 1920 : sionistes généraux, Achdut Ha'avoda, et bientôt révisionnistes.

### Jabotinsky

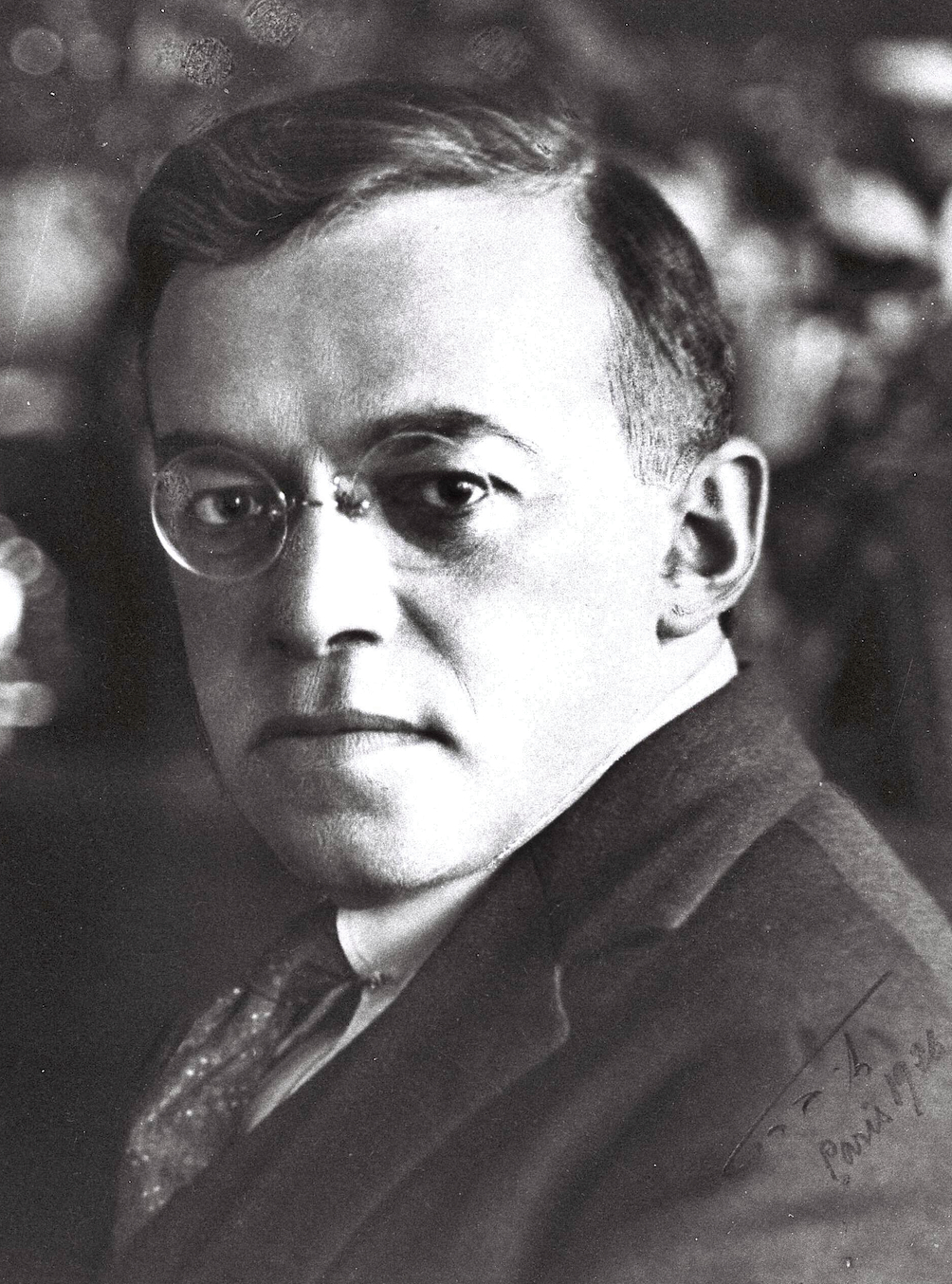
Zeev Vladimir Jabotinsky vers le milieu des années 1930.

Le territoire revendiqué par le parti Révisionniste puis par le Herout.

Vladimir Jabotinsky est un dirigeant de l’Organisation sioniste mondiale depuis avant la première guerre mondiale. Il est plutôt proche du courant des sionistes généraux. Mais il conteste l’orientation considérée comme trop modérée de Weizmann et ne se joint donc pas au nouveau parti.

### La révolution bolchevique et la montée de la gauche
En Palestine, dans les années 1920, les sionistes socialistes ont le vent en poupe, profitant indirectement de l’enthousiasme créé par la révolution bolchevique.
Weizmann, à la fois leader des sionistes généraux (centre droit) et de l’Organisation sioniste mondiale, a choisi de s’allier avec la gauche sioniste.
Pour beaucoup, à droite, une résistance plus affirmée à la montée de la gauche doit être mise en œuvre.

### L’indépendance de la Transjordanie (1922)
En 1922, les Britanniques décident de retirer la Transjordanie de la zone du foyer national juif tel qu’il avait été défini à la conférence de San Remo en 1920 : pour plus de détails, il convient de se référer au chapitre et à la carte sur cette question.
L’indépendance de la Transjordanie suscite une forte résistance chez les sionistes, toutes obédiences confondues. Berl Katznelson, l’idéologue du Achdut Ha'avoda, a exprimé des protestations bien plus véhémentes que celles de Zeev Jabotinsky contre cette décision britannique.
Mais après la rupture entre l’Organisation sioniste mondiale (OSM) et Zeev Jabotinsky (en 1923), celui-ci utilisera la thématique de la création de la Transjordanie comme instrument de critique de la « mollesse » de l’OSM, qui a finalement accepté de mauvais gré la décision britannique.

### La création du Betar (1923)
À Rīga, en 1923, des étudiants juifs créent le Brit Yosef Trumpeldor (alliance Joseph Trumpeldor, ou Betar), une organisation de jeunesse nationaliste et anti-communiste. Fondé avant le parti révisionniste lui-même, le Betar va maintenir une indépendance jalouse vis-à-vis de celui-ci, tout en en partageant les idées (dans une version souvent plus « dure », cependant).
Le Betar accepte rapidement la direction de Zeev Jabotinsky, rebaptisé le « Roch Betar » et « objet d’un culte de la personnalité inconnu jusqu’alors dans le sionisme ». Les militants du Betar presseront rapidement Zeev Jabotinsky de créer un mouvement politique pour regrouper la droite nationaliste. Le Betar prend aussi une orientation para-militaire, conformément à l’objectif posé par la « Muraille d’acier », qui est un texte de Zeev Jabotinsky datant de 1923 et qui prévoit la création de structure de séparation entre Juifs et arabes, afin de garantir la sécurité des Juifs en Palestine, après notamment les premiers incidents violents des années 1920 et 1021 entre les deux communautés.
Dans les années suivantes, le Betar connaîtra une forte croissance (9 000 en 1929, 80 000 en 1939) et sera un des bastions du révisionnisme.

### La «Muraille d'acier» (1923)
Vladimir Jabotinsky a défendu le projet d'une Légion juive en Palestine, structure légale soutenue par le Royaume-Uni. Ainsi dans un texte de novembre 1923, il affirme que le conflit entre le sionisme et le nationalisme arabe est inévitable et que le sionisme doit constituer une « muraille d'acier » (une armée), pour s'imposer.
Voir le chapitre : La « Muraille d'acier ».
Cette revendication fera partie du programme du parti révisionniste lors de sa création, en 1925.

### L’affaire Petlioura (1921-1923)
En 1921, Zeev Jabotinsky a signé un accord avec Simon Petlioura, dirigeant du gouvernement provisoire ukrainien, dont on accusait à l'époque les troupes d'avoir massacré des dizaines de milliers de Juifs. En janvier 1923, le Comité d’action sioniste (exécutif élargi de l’OSM) décide d’une commission d’enquête. Zeev Jabotinsky, qui critiquait depuis quelques années la gauche et le centriste Weizmann, majoritaires, décide de démissionner de son poste à la direction de l’OSM.
Pour en savoir plus, voir le chapitre sur L'affaire Petlioura.

## L’appartenance à l’Organisation sioniste mondiale (1925-1935)
En 1923, Zeev Jabotinsky est donc la principale figure d’une droite nationaliste qui se cherche et qui tente de s’organiser dans un mouvement à la fois anti-communiste (donc hostile à la gauche sioniste marxiste) et qui veut s'opposer également à la « faiblesse» des dirigeants du centre droit sioniste, représentées par les sionistes généraux).

### La création du Parti révisionniste (1925)
À partir de 1923-1924, Zeev Jabotinsky regroupe autour de lui un petit groupe de militants, surtout d’origine russe comme lui. En 1925 naît l’Alliance des sionistes révisionnistes à Paris (dans l’arrière salle du « café du Panthéon », en plein quartier Latin).
Le terme « révisionniste » vient de la volonté des membres du nouveau parti de « réviser le sionisme », en revenant aux sources de son fondateur, Theodor Herzl.
L’objectif est la création d’un État juif vaste, sur les deux rives du Jourdain (y compris donc dans l’actuelle Jordanie). Les Britanniques doivent mettre en place une « légion juive » pour permettre au Yichouv de se défendre. Ils doivent aussi favoriser une immigration juive de masse. Les terres publiques (domaniales) et les terres en friche devront être mises à la disposition des immigrants juifs. Mais l’autorité du Royaume-Uni sur la Palestine n’est pas remise en cause.
Le parti révisionniste va dès lors se développer en diaspora (surtout en Pologne) et en Palestine mandataire. Ce développement reste modeste : aux élections de l’Organisation sioniste mondiale de 1925, en 1927 et en 1929, le parti fera des scores limités (environ 7 % en 1929).

### La réaction de la gauche
Elle est très vive. Les relations avaient été fluctuantes. Elles deviennent mauvaises. Zeev Jabotinsky est accusé d’être un démagogue ultra-nationaliste, voire un sympathisant fasciste (ce qu’il n’est pas). Zeev Jabotinsky restera toujours un ferme partisan du libéralisme politique et économique, au contraire de certains des membres du parti.

### L’Aliyah polonaise (1924 - 1928)
La quatrième Aliyah amène en Palestine de 1924 à 1928 environ 80 000 immigrants. Beaucoup viennent de Pologne et ont été chassés par les mesures antisémites du gouvernement Grabski. Cette population aura une certaine importance pour le développement du révisionnisme en Palestine :
- Il s’agit pour beaucoup de commerçants, d’artisans, de membres des classes moyennes, qui sont plus proches de la droite que de la gauche.
- Leur afflux crée en 1926-1928 une très grave crise économique, qui se retourne aussi contre les partisans du pouvoir sioniste en Palestine, et bénéficie donc à son opposition de droite.

Encore un peu hésitant en 1925, le parti révisionniste affirme fermement son attachement au capitalisme dès 1927. Il propose ainsi d’interdire les grèves, jusqu’à la création de l’État juif. La bourgeoisie détient les clefs du futur. « Nous n’avons pas à avoir honte, camarades bourgeois », lance Zeev Jabotinsky.

### Les Birionim (1928-1933)

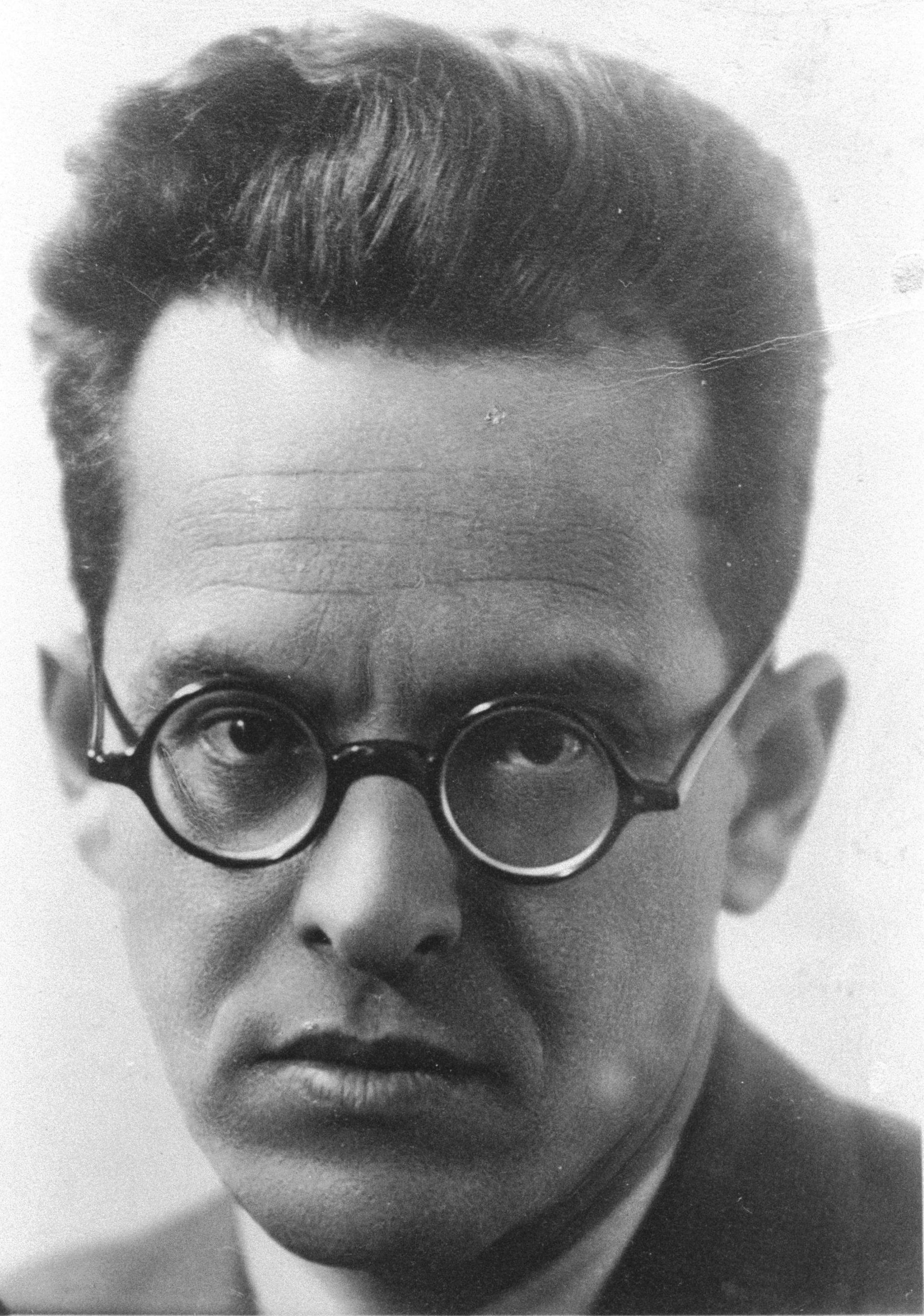
Abba Ahiméir en 1932.

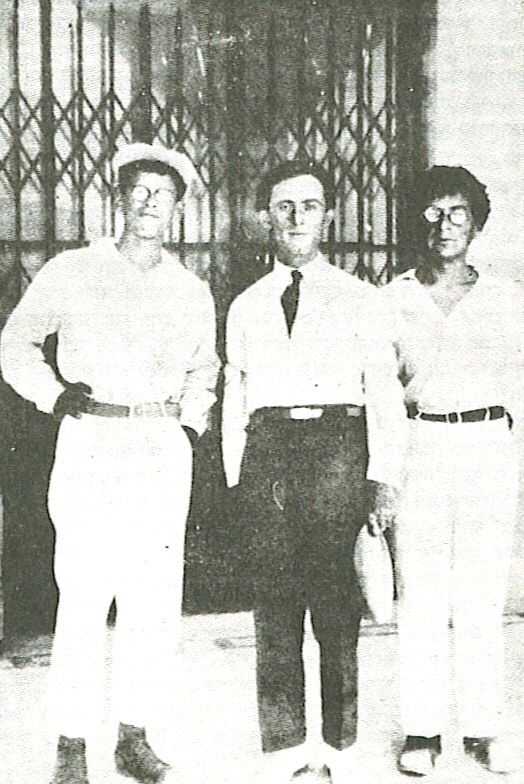
Abba Ahiméir, Uri Zvi Greenberg et Yehoshua Yevin, au début des années 1930.

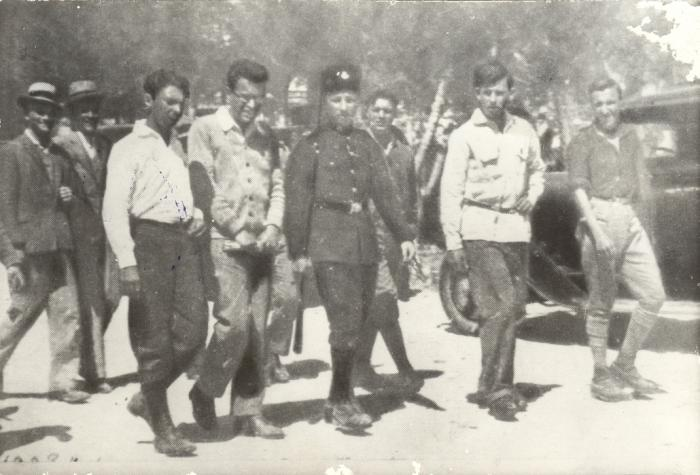
Arrestations des Birionim, 1933.

En 1928, trois hommes entrent au Parti révisionniste. Ils viennent de la gauche sioniste mais se sont retournés contre elle et affichent maintenant des sympathies fascistes. Ce sont le journaliste Abba Ahiméir, le poète Uri Zvi Greenberg et le médecin et écrivain Yehoshua Yevin.
Ils organisent rapidement une faction fasciste et radicale en Palestine mandataire, le Brit Ha'birionim. Les trois hommes rêvent d’une organisation de « chefs et de soldats ».
Les troubles entre arabes et juifs de 1929, dont ils sont en partie la cause [réf. nécessaire], leur donnent une audience grandissante. Le Parti révisionniste a triplé ses voix par rapport à 1929 aux élections internes à l’OSM (environ 21 % des voix). La pente est ascendante et elle l’est aussi pour les plus radicaux des révisionnistes.
Leur groupe contrôle bientôt Hazit HaAm (en), le journal de la section ouvrière du parti, dans lequel ils développent leurs thèses.
Abba Ahiméir fait bientôt figure d’idéologue marquant des Birionim en Palestine (qui n’est qu’une section du parti, et pas la plus importante), et il influence fortement le Betar. Officiellement, il soutient Zeev Jabotinsky. Plus discrètement, il le critique, considérant qu’il n’y a plus guère de différence entre lui et la gauche.
En 1931, sa faction s’organise au sein d’un association secrète et indépendante de la direction du parti, « Brit Ha’Birionim ». Elle entend lutter contre trois ennemis :
- la gauche sioniste,
- les Arabes,
- le Royaume-Uni, qui n’en fait pas assez contre les Arabes et commence à fixer certaines limites à l'immigration juive.

En secret, les Birionim récupèrent des armes et préparent des attentats, qui n’auront finalement pas lieu.
Zeev Jabotinsky et le parti critiquent leur radicalisme (dont ils ne perçoivent pas l'ampleur) mais refusent de rompre.
En 1932, au cinquième congrès du parti, Abba Ahiméir propose de transformer le parti révisionniste en un parti autoritaire. Zeev Jabotinsky déclare : « je considère comme néfaste tout mouvement qui nie le principe d’égalité entre les citoyens […] c’est bien pourquoi je vous considère, Ahiméir, comme un adversaire politique ».
À l’inverse, quelques mois plus tard, lors du conflit interne avec les « modérés » du Parti révisionniste qui s’inquiètent de la volonté affichée par Zeev Jabotinsky de quitter l’OSM, Zeev Jabotinsky s’appuie sur son aile droite pour dissoudre la direction du parti, organiser de nouvelles élections internes et affirmer ses vues.
Au début 1933, Abba Ahiméir déclare dans Hazit Ha’am qu’il y a du bon en Hitler, à savoir la « pulpe anti-marxiste ». Zeev Jabotinsky est furieux mais se refuse de nouveau à rompre.
Le 16 juin 1933, le directeur du département politique de l’Agence juive, le socialiste Haïm Arlozorov, est assassiné dans des circonstances non élucidées (encore aujourd’hui, personne ne sait qui a assassiné ce dirigeant de l'A.J.) Le matin même, Hazit Ha’am avait lancé une attaque très violente contre lui : « le peuple juif a toujours su juger comme il se doit ceux qui vendent son honneur et sa foi. Cette fois encore, il saura trouver la réponse adéquate à cette saloperie qui se fait au grand jour » (l' accord d’émigration passé entre l’Agence juive et le Troisième Reich pour favoriser l’émigration des juifs allemands, accord dont Haïm Arlozorov était le négociateur).
Rapidement, l’enquête britannique se dirige vers les Birionim. Abba Ahiméir est jugé. Il est acquitté du meurtre mais les documents trouvés chez lui le font condamner à 18 mois de prison pour incitation à la révolte contre le régime mandataire. La gauche accuse les Birionim de complot fasciste. Après avoir hésité, Zeev Jabotinsky engage le parti révisionniste dans la défense acharnée d'Abba Ahiméir.
L’assassinat d'Arlozorov et le soutien des révisionnistes à leur aile extrémiste auront deux conséquences :
- La disparition des Birionim, qui ne s’en relèveront pas. La tentation fasciste a été contenue au sein du parti.
- La haine tenace de la gauche pour les révisionnistes. Peu aimés (Ben Gourion avait traité Jabotinsky de « Vladimir Hitler » en 1932), ils deviennent maintenant à ses yeux un ramassis d’assassins factieux et de terroristes.

La rupture est totale et la scission approche.
En août 1933, les élections du XVIIIe congrès de l’OSM à Prague sont dominées par les attaques de la gauche contre le « péril fasciste » révisionniste. Le Parti révisionniste perd 1/3 de ses voix et n’obtient que 14 % des suffrages. Le Bloc de la gauche, dirigé par le Mapaï, obtient 44 % des voix et s’affirme comme la tendance dominante de l’OSM.

### L'Organisation des ouvriers révisionnistes (1932)
En 1932, c'est la création de l'Organisation des ouvriers révisionnistes. En 1934, les révisionnistes créent la Confédération nationale des travailleurs d'Eretz Israel.
Le succès est modeste mais confirme la volonté de contester à la gauche son monopole politique et syndical. Celle-ci réagira particulièrement mal à cette concurrence contre la Histadrout, bastion de la gauche sioniste.

## La création de la Nouvelle organisation sioniste (1935)
Depuis plusieurs années, le parti révisionniste hésitait sur une éventuelle rupture avec l’OSM. En 1932, Zeev Jabotinsky avait dissout la direction révisionniste (qui s’y opposait) et avait fait élire une majorité favorable à la rupture. Mais il hésitait encore.
En 1934 et 1935, la gauche (en la personne de David Ben Gourion) et la droite révisionniste (en la personne de Vladimir Jabotinsky) ont négocié un accord. Accepté par le Parti révisionniste, l’accord est toutefois rejeté par un référendum interne à la Histadrout.
Zeev Jabotinsky décide en 1935 que le Parti révisionniste doit quitter l’OSM dominée par les socialistes.

### La scission de 1935
Le Parti révisionniste décide de créer une « Nouvelle organisation sioniste » (NOS) pour remplacer l’OSM (la NOS et les révisionnistes reviendront au sein de l'OSM en 1946).
Mais la NOS n’attirera à elle (en plus du Parti révisionniste) que des groupes marginaux, en particulier les religieux sionistes conservateurs du Mizrahi.
L’échec est donc partiel. Mais il est riche pour l’avenir : pour obtenir le ralliement des religieux, le Parti révisionniste, originellement aussi laïc ou presque que la gauche, a pris un virage plus ouvert vers la religion. Dans les années 1970, il bénéficiera de cette nouvelle orientation, à laquelle il sera resté fidèle depuis 1935, en ralliant à lui les partis religieux (Mizrahi et Agoudat Israël).

### Le développement de l’Irgoun(1937-1939)
De 1936 à 1939 éclate la « grande révolte arabe », un soulèvement des Arabes palestiniens contre le mandat britannique et les sionistes.
Depuis 1931 existait en Palestine une organisation armée clandestine dissidente de la Haganah, jugée trop molle vis à vis des Anglais comme des Arabes : c'est la " Haganah nationale", aussi connue sous le nom de Irgoun Zvaï Leumi. Zeev Jabotinsky était membre de son conseil politique mais l’Irgoun n’était pas strictement révisionniste. En 1937, la majorité de ses membres rallient la Haganah ; toutefois, une minorité active restera active.
À partir de 1937 et jusqu’en 1939, l’Irgoun est réorganisée comme organisation armée de mouvance révisionniste (mais indépendante du parti). Zeev Jabotinsky en est le chef politique (fonction assez théorique). Le nom « Haganah nationale » est abandonné.
L’Irgoun se met alors à commettre de plus en plus d’attentats, en particulier contre les Arabes palestiniens et cause la mort d'environ 250 personnes. L’organisation grandit, se renforce, s’arme, attire à elle les révisionnistes les plus radicaux. La violence aveugle contre les Arabes palestiniens est condamnée par la gauche et le centre droit (sionistes généraux). Zeev Jabotinsky lui-même est parfois troublé. Mais la violence est aussi un moyen de mobiliser les nationalistes les plus radicaux.
Voir aussi l'article détaillé sur les attentats de l'Irgoun pendant la Grande Révolte arabe.

### Le plan d’évacuation (1936-1937)
En 1936, le gouvernement polonais lance une campagne anti-juive de grande envergure. Le parti au pouvoir (OZON) interdit l’adhésion des juifs. Le gouvernement indique qu’il souhaite le départ de tous les juifs de Pologne en quelques années. Il prend contact avec le gouvernement français pour explorer l’hypothèse d’un départ des juifs vers Madagascar (sans succès).
Zeev Jabotinsky décide alors d’engager le Parti révisionniste dans la direction d’un soutien au gouvernement polonais. Il essaye de convaincre celui-ci que c’est vers la Palestine que les Juifs doivent être dirigés. Le gouvernement le reçoit et les deux parties s’affichent volontiers ensemble. L’objectif de Zeev Jabotinsky est de trouver un allié pour faire pression sur la Grande-Bretagne, dans le but d’augmenter le nombre des visas d’immigration que la puissance mandataire limite nettement depuis le début des années 1930.
Mais au-delà du politique, la collaboration des révisionnistes avec la Pologne a également un volet militaire. À la suite des entretiens d'octobre 1937 entre Zeev Jabotinsky et le chef d'état-major général polonais, le maréchal Rydz-Smigly et le ministre des affaires étrangères, le colonel Beck, un soutien concret est apporté à l'Irgoun. Avraham Stern est chargé du dossier du côté de l’Irgoun, en tant qu'envoyé spécial. De l'argent est versé en 1939. Cinq mille fusils sont livrés la même année. Au printemps 1939, l'armée polonaise donne à 25 officiers de l'Irgoun « un stage d'entraînement militaire et de sabotage ».
Cette expérience aura deux conséquences.
- La Pologne était, bien plus que la Palestine, le grand centre du Betar et du Parti révisionniste. Mais si les Juifs de Pologne pouvaient accepter un accord technique favorisant l’émigration, le « mariage d’amour »[6] avec un régime antisémite n’est pas accepté. Le Parti révisionniste en sortira durablement affaibli.
- Chargé des contacts militaires, Avraham Stern et ses proches retiendront que des relations fructueuses peuvent être mises en place avec un gouvernement antisémite, pour peu que les deux parties y aient un avantage. En décembre 1940, ils tenteront de prendre contact avec l'Allemagne nazie pour leur lutte contre la Grande-Bretagne[7].

### Le Livre blanc (1939) et la mort de Jabotinsky (1940)
En 1939, les Britanniques publient un « livre blanc », réponse politique à la « Grande Révolte arabe ». Ils mettent quasiment fin à l’immigration juive et indiquent qu’en 1949, la Palestine deviendra un État unitaire (donc à majorité arabe). Jusqu’alors, le mouvement révisionniste avait critiqué le mandat britannique, pas assez favorable aux Juifs. Mais il restait un allié du Royaume-Uni. Seuls les plus radicaux (Birionim) prônaient la guerre contre les Britanniques.
Le Livre blanc change totalement la situation et le Parti révisionniste se retourne contre le Royaume-Uni. Mais peu de temps après, la guerre en Europe commence et les révisionnistes décident de soutenir les alliés.
Vladimir Jabotinsky décèdera en août 1940 d'une crise cardiaque, lors d'une visite dans un camp d'hiver du Betar, aux États-Unis.
Il laisse derrière lui un camp révisionniste éclaté et affaibli.
Le Betar, l’Irgoun et le Parti révisionniste n’avaient pas de liens institutionnels. Ils n’étaient unis que par l’idéologie révisionniste et par Zeev Jabotinsky, leur chef à tous (de façon assez théorique pour l’Irgoun). Sa mort laisse donc ces trois organisations sans direction commune.
Le Parti révisionniste a été durablement affaibli par l’affaire Arlozorov et par celle du « plan d’évacuation ». Surtout, l’invasion de la Pologne par les nazis et les Soviétiques en septembre 1939 a coupé le parti de sa principale base arrière (en militants et en argent) : la Pologne.
Tout le mouvement révisionniste est à reconstruire. C’est Menahem Begin qui s’en chargera.

## Développement de l’Irgoun (1940-1948)
Après la mort de Zeev Jabotinsky, c’est l’Irgoun qui va progressivement se retrouver au centre de l’univers politique révisionniste. Son activisme lui permettra de s’imposer comme le leader naturel des successeurs politiques de Zeev Jabotinsky.

### Le cessez-le-feu de l'Irgoun (1940)
En 1940, l'Irgoun décide que la situation en Europe est plus grave que celle du « foyer national juif » et décide d'arrêter les actions armées contre les Arabes et de ne pas en déclencher contre les Britanniques. L'Irgoun conclut même un accord avec les Britanniques pour participer à des actions offensives, en particulier dans le domaine du sabotage. Zeev Jabotinsky a approuvé l'accord. Le chef de l'Irgoun, David Ratziel, sera tué au combat en 1941, dans une opération militaire sous direction britannique.

### La scission du groupe Stern (1940)
Le choix de la direction de l'Irgoun ne fait pas l'unanimité. Avraham Stern (« Yair »), qu’on peut considérer comme l’héritier politique des Birionim, le conteste. Il considère au contraire que la menace de disparition du « foyer National Juif » au bout de la période de 10 ans prévue par les Britanniques est la plus grave.
Il crée avec quelques nationalistes radicaux, comme Yitzhak Shamir, futur premier ministre d'Israël, un scission qu'il appelle d'abord « Irgoun Tsvai Leumi beIsraël », puis « Lohamei Herut Israël » (Combattants pour la liberté d'Israël) ou Lehi. Les Britanniques l'appellent le « Stern gang » traduit en français par « groupe Stern ».
Le Lehi se livre à des attentats contre les Britanniques ou contre des Juifs « collaborateurs » et tente même de prendre contact avec les Allemands, au nom de la différence entre le « persécuteur » (l'Allemagne), préférable à « l'ennemi » (les Britanniques qui empêchent la création de l'État juif). Le Lehi est finalement démantelé début 1942 et entre en sommeil. Les responsables sont morts (Stern en 1942) ou en prison (Shamir).

### L’arrivée deMenahem Beginet la reprise des combats (1943)
Ancien responsable du Betar de Pologne, considéré comme plus radical que Zeev Jabotinsky, mais pas aussi à droite que Avraham Stern, Begin arrive en Palestine en 1943 avec l’armée polonaise du général Anders, évacuée d'URSS vers l'Iran. Il prend rapidement la direction de l’Irgoun, qui connaît une crise interne assez grave depuis la mort de David Ratziel.
À partir du début 1944, l’Irgoun reprend les attentats.
Le Lehi les a aussi repris, mais dans le cadre d'un nouveau positionnement idéologique qui ne se revendique plus officiellement du révisionnisme. L'orientation est maintenant pro-soviétique, même si des courants très droitiers restent actifs au sein de Lehi.
Dans un cas comme dans l'autre, ce ne sont plus les Arabes qui sont visés, ce sont les Britanniques.
De 1944 à 1948, des centaines de Britanniques : militaires, fonctionnaires et policiers, seront tués dans des attentats effectués par l'Irgun et par le Lehi.
La Haganah s’oppose au départ à l’Irgoun jusqu’à la mi-1945 puis se joint à elle dans la lutte anti-britannique, tout en critiquant le caractère sanglant de ses actions.
Le Parti révisionniste en Palestine, lui, est peu actif politiquement mais critique cependant ce qu’il considère être les excès des membres de l’Irgoun et du Lehi.
À partir de décembre 1947, l'Irgoun cesse le gros de ses opérations anti-britanniques ; il y aura encore quelques attentats contre les Britanniques, à la suite de heurts ponctuels mais l'organisation se lance dans de sanglantes représailles contre la population civile arabe, en réponse aux attentats arabes anti-sionistes qui font suite au vote le 29 novembre 1947 de l'ONU de créer un État juif, un État arabe et une zone internationale à Jérusalem, en Palestine toujours gérée par les Britanniques qui disposent d'environ 100 000 hommes pour maintenir l'ordre sur place.
Voir les articles détaillés Plan de partage de la Palestine et Guerre israélo-arabe de 1948.

## La création du Hérout (1948)
Après l’indépendance d'Israël, le premier ministre David Ben Gourion exige le démantèlement de l’Irgoun en tant qu’organisation armée clandestine.
L’affaire de l’Altalena - épreuve de force entre la jeune armée israélienne créée par ordonnance du gouvernement provisoire le 26 mai 1948 - et l’Irgoun fera 18 morts (16 membres de l’Irgoun et 2 soldats israéliens). L’Irgoun cesse d’exister, sauf dans la zone de Jérusalem.
Mais Menahem Begin est maintenant le chef incontesté des Révisionnistes en Israël. En 1948, il crée le Hérout, qui agrège des anciens de l’Irgoun et du parti révisionniste. Il écartera de la direction les anciens responsables du parti révisionniste, pour y imposer ses proches.
Le parti révisionniste, ce parti plus fort encore en Pologne qu’en Palestine, n’existe plus. Il laisse la place au Hérout, un parti purement israélien. Aux premières élections législatives en janvier 1949, celui-ci obtiendra 11,5 % des voix et se placera en 4e position : il sera le grand parti de l'opposition, au gouvernement travailliste.
Le Hérout reprend l’idéologie du parti révisionniste : annexion de la Cisjordanie, de la bande de Gaza et de la Jordanie, pour former un « grand Israël » sur les deux rives du Jourdain, attachement au libéralisme politique et au libéralisme économique, anti-communisme, hostilité à la gauche, exaltation de l’armée.

## Le Parti révisionniste: synthèse
Entre 1925 et 1948, c'est un parti qui a eu 3 caractéristiques en partie contradictoires : il a été relativement marginal, très activiste et indirectement influent.
- Marginalité : sa défense sans concession du Grand Israël (incluant la Jordanie) et de la violence l'ont placé en dehors du consensus politique dominant (celui de la gauche et des sionistes généraux). Ses scores électoraux sont donc restés relativement modestes. Les élections de l'OSM en 1931, avec 21 % des voix, restent une exception, obtenue assez largement grâce au Judaïsme polonais.
- Activisme : avec l'Irgoun puis avec le Lehi, le mouvement révisionniste (plus que le parti lui-même) a largement utilisé la violence : attentats pratiqués contre des Arabes, plus ciblés que ceux pratiqués contre les Britanniques.
- Influence : s'il a été peu influent électoralement, le révisionnisme, par son activisme, a en partie obligé le mouvement sioniste mondial à se définir par rapport à lui. Il a ainsi joué un rôle non négligeable dans le passage de la Haganah à la lutte armée (même modérée) et aux actions des commandos du Palmach, contre les Britanniques. Ses actions armées expliquent en partie dès février 1947 la saisine de l'ONU par les Britanniques et le retrait accéléré des Britanniques, en mai 1948, alors que les Britanniques avaient prévu en 1939 de se retirer de la Palestine qu'en 1949 [8].

Le Parti révisionniste est donc un parti clef de l'histoire du sionisme. Il a placé au cœur de son programme depuis 1925 l'idée du Grand Israël, dans ses frontières anciennes, où il est référence aux textes bibliques. Très minoritaire à l'époque de Zeev Jabotinsky, cette thématique deviendra centrale dans le débat entre sionistes après la guerre des Six Jours de 1967 et permettra aux successeurs de ce parti d'arriver au pouvoir après les élections de juin 1977, mettant ainsi fin à la gestion du pays par les gouvernements de tendance sociale démocrate, depuis la création de l’État d'Israël le 14 mai 1948.